# Спаркман (Арканзас)
Спаркман (енгл. Sparkman) град је у америчкој савезној држави Арканзас.

## Демографија
По попису из 2010. године број становника је 427, што је 159 (-27,1%) становника мање него 2000. године.
| Група             | 2000.       | 2010.       |
| Белци             | 295 (50,3%) | 236 (55,3%) |
| Афроамериканци    | 247 (42,2%) | 164 (38,4%) |
| Азијати           | 0 (0,0%)    | 0 (0,0%)    |
| Хиспаноамериканци | 40 (6,8%)   | 21 (4,9%)   |
| Укупно            | 586         | 427         |